# Anaesthetis flavipilis
Anaesthetis flavipilis là một loài bọ cánh cứng trong họ Cerambycidae.